# Бушар V де Вандом
Бушар V (Bouchard V de Vendôme) (ум. 1271) — граф Вандома с 1249 из дома Монтуар.
Сын Пьера де Вандома и Жервезы де Маенн.
Участвовал в походах своего сюзерена Карла I Анжуйского в Эно, Италию и Сицилию.
Сопровождал короля Людовика Святого в крестовом походе и в 1271 году умер в Тунисе от чумы.
Жена — Мария де Руа, дочь Рауля II де Руа. Дети:
- Жан V, граф Вандома
- Бушар, сеньор де Бонво
- Пьер, канонник в Туре
- Алиенора, жена Бушара VII, барона де л’Иль-Бушар.